# 鈴木洋美
鈴木 洋美（すずき ひろみ、1978年11月14日 - ）は、日本の元プロビーチバレー選手、元インドアバレーボール全日本代表選手。

## 来歴
埼玉県熊谷市出身。父・母・姉がバレーボールをしていた影響で、小学校4年生から始める。中学校時代に身長は180cmを超え、春日部共栄高校時代は、世界ユース選手権日本代表に選ばれ優勝に貢献した。
1997年にイトーヨーカドーに入社。1998年、全日本代表初選出。同年世界選手権に出場したが、怪我のため出番はほとんど無かった。1999年ワールドカップでは開幕からサーブ、スパイクに活躍し、日本快進撃の立役者となり「シンデレラガール」と呼ばれた。
2001年にイトーヨーカドーの廃部に伴い武富士へ移籍。2002-2003年第9回Vリーグで準優勝に貢献。2003年度には主将を務めた。
2006年4月に武富士に籍を残しビーチバレーに転向。2007年、レオパレス・ウィンズへ移籍。同年5月に浦田聖子とのペアでジャパンツアー第2戦東京大会でビーチ転向後初優勝。
2008年10月からフリーへ転向。浦田聖子とのペアも解消。
2009年シーズンは、元全日本代表の田中姿子とペアを組む。
2010年1月に公式ブログで引退を発表した。

## エピソード
- 引退後、2011年11月に結婚[2]。2014年に長男を出産してから、専門学校を通い、調理師免許・パン教室で教室が開ける師範の資格を取った。両親と夫の両親は居酒屋経営で、親戚も調理師などが多い家系である[3]。

## 球歴
- 全日本代表としての主な国際大会出場歴
  - 世界選手権 - 1998年
  - ワールドカップ - 1999年

## 所属チーム
- 熊谷市立富士見中学校
- 春日部共栄高等学校
- イトーヨーカドープリオール（1997-2001年）
- 武富士バンブー（2001-2006年）
- レオパレス・ウィンズ（2007-2008年）
- フリー（2008-2010年）